# هاملتون (مقاطعة أوزاوكي)
هاميلتون هي منطقة فردية تقع في بلدة سيداربورغ التابعة لمقاطعة أوزاوكي في ويسكونسن بالولايات المتحدة. تقع مطحنة كونكورديا في مدينة هاملتون. والمدرجة في السجل الوطني للأماكن التاريخية.

## التاريخ
سُمّيت باسم ألكسندر هاميلتون ابن ويليام هاملتون، الذي قام بزيارة إلى ولاية ويسكونسن.